# كايل لوكوود
كايل لوكوود (بالإنجليزية: Kyle Lockwood)‏ هو مهندس معماري نيوزيلندي، ولد في 1977 في ويلينغتون في نيوزيلندا.

## وصلات خارجية
- الموقع الرسمي